# Kafr El Sheikh
Kafr El Sheikh là thành phố ở đông bắc Ai Cập, thủ phủ của tỉnh Kafr El Sheikh, cách thủ đô Cairo 149 km về phía bắc. Đến thời điểm tháng 11 năm 2006, thành phố này có 147.380 người. Thành phố này nằm ở vùng đồng bằng bắc trung bộ sông Nin ở một trong những khu vực nông nghiệp cổ nhất thế giới. Khu vực đồng bằng này trồng lúa, bông, mỳ. Kafr El Sheikh được kết nối với hệ thống đường ray nan hoa tỏa ra từ Cairo. Thành phố cổ Buto nằm cách Kafl ash Shaykh 31 km về phía tây bắc. Việc xây dựng đập Aswān trên sông Nin vào thập niên 1960 đã hạn chế dòng chảy và phù sa cho hạ lưu và làm tăng mặn cho phía bắc Kafr El Sheikh, gây hại cho sản xuất nông nghiệp ở khu vực này. Thành phố này đã trải qua xung đột bạo động giữa tín đồ Hồi giáo và Thiên Chúa giáo.